# Мортаделла

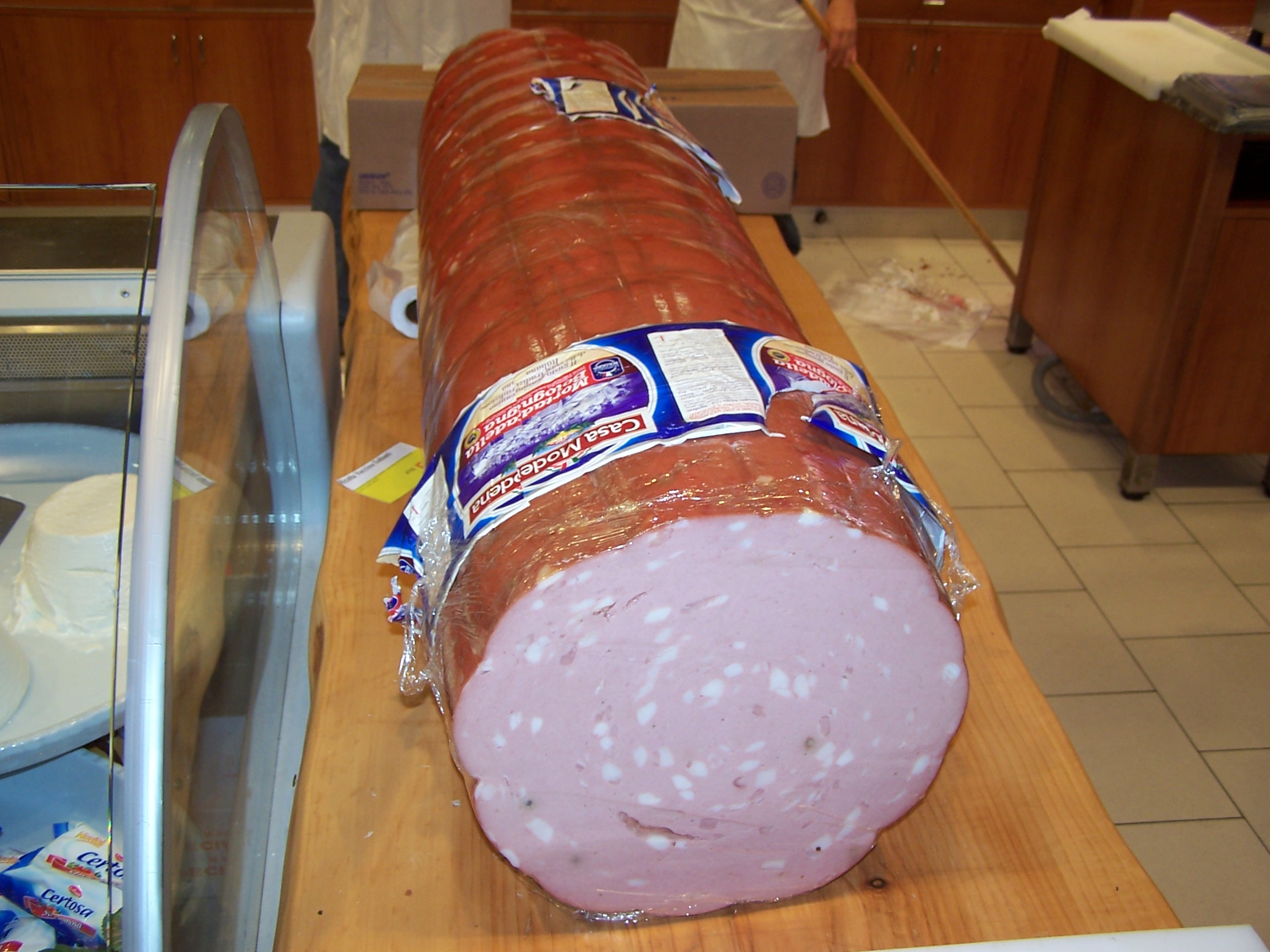
Итальянская мортаделла

Мортаделла — варёная колбаса из Болоньи (регион Эмилия-Романья). За пределами этого города колбасу часто называют болонской, хотя под таким названием чаще встречается упрощённая версия мортаделлы.
Мортаделлу делают из свиного фарша и свиного сала, из-за чего образуется характерная пятнистая структура. Свиной фарш часто смешивают с другими сортами мяса: говядиной, телятиной, кониной. Иногда в колбасу добавляют потроха, шкварки. В качестве специй при изготовлении мортаделлы используют чеснок, перец горошком, вино, фисташки. Обязательным требованием к классической болонской мортаделле является наличие сухих ягод мирта в качестве основной приправы. У каждого производителя свой рецепт. Батон колбасы мортаделла может весить от полукилограмма до двух центнеров. Диаметр батона колбасы достигает 30 см и более. Колбасу обычно нарезают очень тонко.
В СССР и странах постсоветского пространства мортаделла приобрела свой аналог, называемый «любительская колбаса».